# Håkan Nesser
Håkan Nesser (ur. 21 lutego 1950 w Kumli) – szwedzki pisarz i nauczyciel, autor powieści kryminalnych.

## Życiorys
Nesser urodził się i wychował w miejscowości Kumla, natomiast większość dorosłego życia spędził w Uppsali. Zadebiutował w 1988 powieścią Koreografen. Do 1998 pracował jako nauczyciel gimnazjalny, teraz utrzymuje się z pisania. W 2006 wraz z żoną Elke przeniósł się do Greenwich Village w Nowym Jorku. 
Bohaterem wielu jego powieści jest Van Veeteren, emerytowany komisarz policji, właściciel antykwariatu. Po raz pierwszy postać ta pojawiła się w wydanej w 1993 powieści Nieszczelna sieć. Akcja tej powieści i wielu następnych toczy się w fikcyjnym mieście Maardam, w bliżej nieokreślonym kraju europejskim. Niderlandzkie nazwy sugerują, iż wzorem do stworzenia wizji tego kraju mogła być Holandia lub Belgia.
Na podstawie książki Kim Novak nigdy nie wykąpała się w jeziorze Genezaret powstał film fabularny (2005), natomiast powieści z serii, w której bohaterem jest Van Veeteren stały się podstawą serialu, zrealizowanego przez szwedzką telewizję.

## Twórczość[3][4]

### Seria o komisarzu Van Veeterenie
- 1993 - Nieszczelna sieć (Det grovmaskiga nätet, wyd. pol. Czarna Owca 2012, przeł. Wojciech Łygaś)
- 1994 - Punkt Borkmanna (Borkmanns punkt, wyd. pol. Czarna Owca 2012, przeł. Małgorzata Kłos)
- 1995 - Powrót (Återkomsten, wyd. pol. Czarna Owca 2013, przeł. Elżbieta Ptaszyńska-Sadowska)
- 1996 - Kobieta ze znamieniem (Kvinna med födelsemärke, wyd. pol. Czarna Owca 2013, przeł. Małgorzata Kłos)
- 1997 - Komisarz i cisza (Kommissarien och tystnaden, wyd. pol. Czarna Owca 2013, przeł. Elżbieta Ptaszyńska-Sadowska)
- 1998 - Sprawa Münstera (Münsters fall, plan. wyd. pol. Czarna Owca 2014, przeł. Elżbieta Ptaszyńska-Sadowska)
- 1999 - Karambol (Carambole, wyd. pol. Czarna Owca 2007, przeł. Paweł Pollak)
- 2000 - Sprawa Ewy Moreno (Ewa Morenos fall, wyd. pol. Czarna Owca 2014, przeł. Paweł Pollak)
- 2001 - Jaskółka, kot, róża, śmierć (Svalan, katten, rosen, döden, wyd. pol. Czarna Owca 2014, przeł. Maciej Muszalski)
- 2003 - Sprawa G (Fallet G, wyd. pol. Czarna Owca 2015, przeł. Elżbieta Ptaszyńska-Sadowska)

### Seria o inspektorze Barbarottim
- 2006 - Człowiek bez psa (Människa utan hund, wyd. pol. Czarna Owca 2011, przeł. Maciej Muszalski)
- 2007 - Całkiem inna historia (En helt annan historia, wyd. pol. Czarna Owca 2011, przeł. Emilia Fabisiak)
- 2008 - Drugie życie pana Roosa (Berättelse om herr Roos, wyd. pol. Czarna Owca 2011, przeł. Patrycja Włóczyk)
- 2010 - Samotni (De ensamma, wyd. pol. Czarna Owca 2012, przeł. Maciej Muszalski)
- 2012 - Rzeźniczka z Małej Birmy (Styckerskan från Lilla Burma, wyd. pol. Czarna Owca 2013, przeł. Maciej Muszalski)
- 2020 - Smętny szofer z Alster (Den sorgsne busschauffören från Alster, wyd. pol. Czarna Owca 2022)
- 2021 - Szachy pod wulkanem (Schack under vulkanen, wyd. pol. Czarna Owca 2022)
- 2023 - Przyszedł list z Monachium (Det kom ett brev från München, wyd. pol. Czarna Owca 2024, przeł.  Inga Sawicka)

### Inne książki
- 1988 - Koreografen, powieść
- 1996 - Barins triangel, powieść
- 1997 - Ormblomman från Samaria, opowiadanie kryminalne
- 1998 - Kim Novak nigdy nie wykąpała się w jeziorze Genezaret (Kim Novak badade aldrig i Genesarets sjö, wyd. pol. Czarna Owca 2006, przeł. Bogumiła Pawłowska, Marcin Aszyk), powieść kryminalna
- 1999 - Flugan och evigheten, thriller
- 2002 - Och Piccadilly Circus ligger inte i Kumla, powieść
- 2002 - Kära Agnes, powieść kryminalna
- 2004 - Skuggorna och regnet, powieść
- 2005 - Från doktor Klimkes horisont, zbiór opowiadań
- 2008 - Sanningen i fallet Bertil Albertsson
- 2009 - Maskarna på Carmine Street
- 2010 - Hur jag tillbringar mina dagar och mina nätter
- 2011 - Himmel över London
- 2013 - Żywi i umarli w Winsford (Levande och döda i Winsford, wyd. pol. Czarna Owca 2016, przeł. Małgorzata Kłos)
- 2015 - Jedenaście dni w Berlinie (Elva dagar i Berlin, wyd. pol. Czarna Owca 2016, przeł. Elżbieta Ptaszyńska-Sadowska)
- 2016 - Oczy Eugena Kallmanna (Eugen Kallmanns ögon, wyd. pol. Czarna Owca 2017, przeł. Małgorzata Kłos)
- 2017 - Intrigo (tyt. oryg. Intrigo), Czarna Owca 2018, tłum. Małgorzata Kłos, ISBN 978-83-8015-797-2
- 2018 - Półmorderca (tyt. oryg. Halvmördaren), Czarna Owca, Warszawa 2021, tłum. Iwona Jędrzejewska, ISBN 978-83-8143-718-9
- 2020 - Stowarzyszenie leworęcznych (tyt. oryg. De vänsterhäntas förening), Czarna Owca, Warszawa 2022, tłum. Iwona Jędrzejewska, ISBN 978-83-8143-188-0